# КМ1816ВЕ48

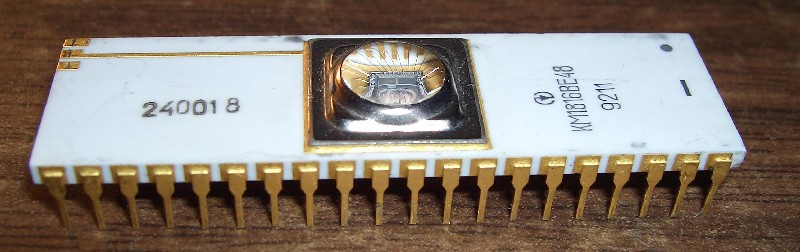
Советский ОМК КМ1816ВЕ48, клон I8748 фирмы «Intel»

КМ1816ВЕ48 — 8-битный однокристальный микроконтроллер (ОМК), советский аналог ОМК i8748 фирмы Intel. Выпускался с начала 1980-х годов до как минимум 1992 года на заводе «Квазар» в г. Киев. Получил широкое распространение во встраиваемых вычислительных системах, а также как периферийный контроллер в составе специальных вычислительных средств.

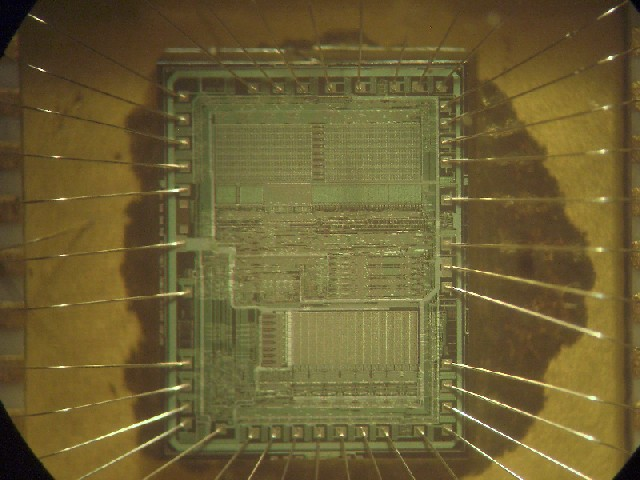
Кристалл ОМК КМ1816ВЕ48

ОМК имеет в своем составе центральное процессорное устройство с максимальной тактовой частотой 6 МГц, генератор тактовых импульсов, ОЗУ на 64 байта, репрограммируемое ПЗУ с ультрафиолетовым стиранием на 1К байт, три 8-разрядных порта ввода-вывода, таймер, счетчик импульсов, схему прерывания. Тактовая частота определяется подключаемым к ОМК кварцевым резонатором или LC-контуром. Возможно использование ОМК с внешней памятью программ, если объема в 1К байт недостаточно, а также увеличение количества линий ввода-вывода за счет подключения интерфейсных микросхем серии КР580.
ОМК выпускался в 40-выводном металлокерамическом корпусе с окном для ультрафиолетового излучения.